# Grand Canyon du Groenland
Pour les articles homonymes, voir Grand Canyon (homonymie).
Le Grand Canyon du Groenland est une gorge de très grandes dimensions située sous l'inlandsis du Groenland. Atteignant au moins 750 kilomètres de longueur, 10 kilomètres de largeur et 800 mètres de profondeur par endroits, il est découvert grâce à des données radar provenant d'observations par avion et par satellite collectées principalement par la NASA. Selon les scientifiques qui ont annoncé sa découverte le 30 août 2013, il s'étend depuis la partie centrale du Groenland pour finir à son extrémité nord par un fjord profond dans l'océan Arctique.

## Géographie

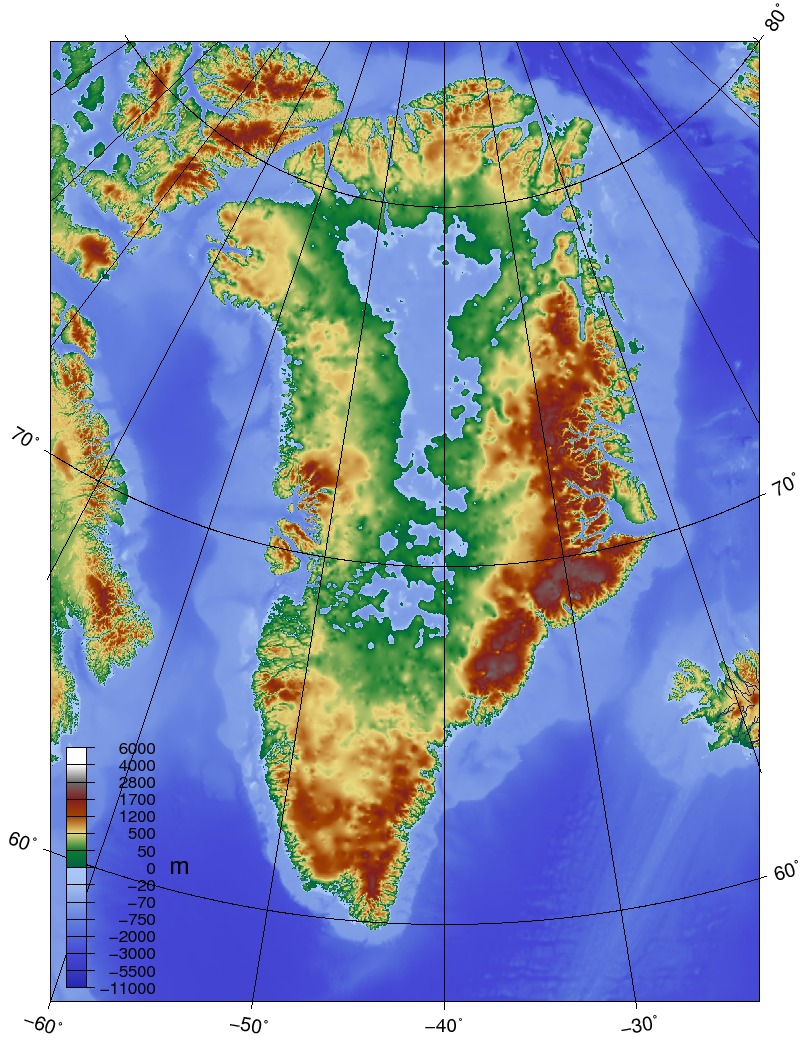
Topographie du substrat rocheux groenlandais sous la glace.

Le canyon atteint plus de 750 kilomètres de longueur, 800 mètres de profondeur et 10 kilomètres de largeur, dimensions qui en font le plus long découvert sur Terre à ce jour, mais non le plus profond.
Il s'étire depuis la région centrale de l'île en direction de sa côte nord, jusqu'à l'océan Arctique qu'il rejoint par le fjord du glacier Petermann. Ce canyon a probablement influé sur la circulation de l'eau depuis l'intérieur de l'inlandsis jusqu'à sa périphérie. Selon Jonathan Bamber, un géographe de l'université de Bristol, « la forme caractéristique en V de ses parois et son fond plat indiquent que la vallée enfouie a été creusée par l'eau, non par la glace ».

## Histoire
Ce canyon est antérieur à la formation de l'inlandsis et a influé sur l'hydrologie du Groenland au cours des cycles glaciaires passés,,. Son âge est estimé à 4 millions d'années au moins et peut-être plusieurs millions de plus.
Ce sont les données d'explorations radar de l'inlandsis (en), conduites notamment par la Nasa durant l'opération IceBridge (en), qui ont montré la présence de ce canyon subglaciaire. Sa découverte est annoncée dans Science le 30 août 2013, dans un article soumis le 29 avril 2013, par des scientifiques des universités de Bristol, Calgary et Urbino,,.